# Challenger de Binghamton 2015
El torneo Levene Gouldin & Thompson Tennis Challenger 2015 es un torneo profesional de tenis. Pertenece al ATP Challenger Series 2015. Se disputará su 22.ª edición sobre superficie dura, en Binghamton, Estados Unidos entre el 20 al el 26 de julio de 2015.

## Jugadores participantes del cuadro de individuales
| Favorito | País                      | Jugador          | Rank1 | Posición en el torneo |
| -------- | ------------------------- | ---------------- | ----- | --------------------- |
| 1        | Bandera del Reino Unido   | Kyle Edmund      | 113   | CAMPEÓN               |
| 2        | Bandera de Estados Unidos | Bjorn Fratangelo | 123   | FINAL                 |
| 3        | Bandera del Reino Unido   | Liam Broady      | 159   | Primera ronda         |
| 4        | Bandera de Brasil         | Guilherme Clezar | 160   | Primera ronda         |
| 5        | Bandera de Estados Unidos | Jared Donaldson  | 165   | Segunda ronda         |
| 6        | Bandera del Reino Unido   | Brydan Klein     | 175   | Semifinales           |
| 7        | Bandera de Estados Unidos | Daniel Nguyen    | 189   | Primera ronda         |
| 8        | Bandera de la India       | Saketh Myneni    | 198   | Primera ronda         |

- 1 Se ha tomado en cuenta el ranking del 13 de julio de 2015.

### Otros participantes
Los siguientes jugadores recibieron una invitación (wild card), por lo tanto ingresan directamente al cuadro principal (WC):
- Reilly Opelka
- Tommy Paul
- Noah Rubin
- Kyle Edmund

Los siguientes jugadores ingresan al cuadro principal tras disputar el cuadro clasificatorio (Q):
- Sekou Bangoura
- Ernesto Escobedo
- Marcos Giron
- Nicolas Meister

## Campeones

### Individual Masculino
- Kyle Edmund derrotó en la final a  Bjorn Fratangelo, 6-2, 6-3

### Dobles Masculino
- Dean O'Brien /  Ruan Roelofse derrotaron en la final a  Daniel Nguyen /  Dennis Novikov, 6-1, 7-6(7-0)